# Jeunes-Turcs
Pour les articles homonymes, voir Jeunes Turcs et CUP.
Ne doit pas être confondu avec Jeunes-Ottomans.
Les Jeunes-Turcs (en turc : Jön Türk au singulier et Jön Türkler au pluriel) est le nom donné à un mouvement politique nationaliste, moderniste et réformateur ottoman, officiellement connu sous le nom de Comité union et progrès (CUP, en turc İttihat ve Terakki Cemiyeti), dont les chefs ont mené une rébellion contre le sultan Abdülhamid II (renversé en 1909), planifié le génocide arménien et mis en œuvre la turquisation de l'Anatolie.

## Genèse et objectif du mouvement

### Naissance du Comité Union et Progrès
Le mouvement jeune-turc est né le 14 juillet 1889, jour du centenaire de la prise de la Bastille au sein de l'École de médecine militaire de Constantinople. Se référant à la société des Jeunes-Ottomans, le mouvement est inspiré de la charbonnerie française, les étudiants y réclament le rétablissement de la Constitution ottomane de 1876 supprimée par le sultan Abdülhamid II en 1878. Au début, les Jeunes-Turcs se recrutent principalement dans les écoles supérieures militaires qui sont les premières à dispenser un enseignement occidental, puis gagneront le soutien des hauts-fonctionnaires, des oulémas, et des cheikhs. Les formalités d'admission étaient inspirées du rituel maçonnique : le candidat qui avait les yeux bandés, était reçu par trois individus masqués et portant une pèlerine, puis devait prêter serment en posant la main successivement sur le Coran et sur une épée. Il jurait d'assurer un meilleur avenir au pays, en obéissant aveuglément à tous les ordres venant de l'association. Au cours des années 1895-97, le mouvement s'étend à l'ensemble de l'Empire ottoman, mais aussi à l'étranger auprès des cercles d'exilés, comme à Paris où Ahmed Riza, fervent adepte du positivisme d'Auguste Comte, fait figure de chef. Le premier congrès des Jeunes-Turcs se tient à Paris en février 1902 et rassemble une cinquantaine d'opposants divisés en deux factions, occidentaliste et turquiste. Les Jeunes-Turcs sont particulièrement actifs en Macédoine, où, en 1907, le comité de Salonique — la Société ottomane pour la liberté — fusionne avec celui de Paris pour former le Comité Union et Progrès (CUP).
Le parti compte alors trois grands courants idéologiques, l'un occidentaliste et libéral, favorable à un État décentralisé (c'est le cas notamment des militants arméniens du parti Dachnak) et proposait des réformes radicales dans le pays en délaissant l'islam. L'autre de tendance islamique, proche historiquement du courant des Jeunes-Ottomans, proposait de moderniser l'Empire en respectant la culture et les valeurs islamiques, il s'agissait alors de reprendre le savoir technique de l'Occident, en délaissant le savoir moral. Enfin, la tendance turquiste, nationaliste, emmenée par Ahmed Riza, défendait un centralisme autoritaire chargé de maintenir l'intégrité territoriale de l'Empire. Néanmoins, les trois grands courants étaient unanimes dans les critiques faites au Sultan, notamment son incapacité à résister aux pressions étrangères, ainsi que son autoritarisme et sa brutalité. Enfin, ils s'accordent tous sur la nécessité de rétablir la Constitution, et décident de s'appuyer sur l'armée pour y parvenir.
Particulièrement au fait des débats politiques et courants idéologiques présents en Europe, la plupart des Jeunes-Turcs se rattachaient à des courants européens parfois contradictoires. Ainsi, comme le note l'historien franco-turc Hamit Bozarslan, parmi plus francophiles des membres du Comité, l'on pouvait trouver des sympathisants du socialisme réformiste et républicain porté par Jean Jaurès ou des enthousiastes du nationalisme intégral porté par Charles Maurras, certains se réclamant des deux à la fois.
Le mouvement était principalement constitué de Turcs, mais s'allia à des partis nationalistes réformistes d'autres peuples ottomans comme les Arméniens, puis se retourna contre eux pour promouvoir l'avènement d'un État turc homogène d'un point de vue ethnique et religieux, dont la traduction concrète fut la déportation et l'extermination des Arméniens en 1915. Il dirigea à plusieurs reprises le gouvernement de l'Empire ottoman entre 1908 et la fin de la Première Guerre mondiale en 1918.

### La révolution du 24 juillet 1908
En 1908, le Sultan s'inquiète de l'agitation qui règne dans l'Empire et envoie des agents pour enquêter sur les « Jeunes-Turcs » en Macédoine.

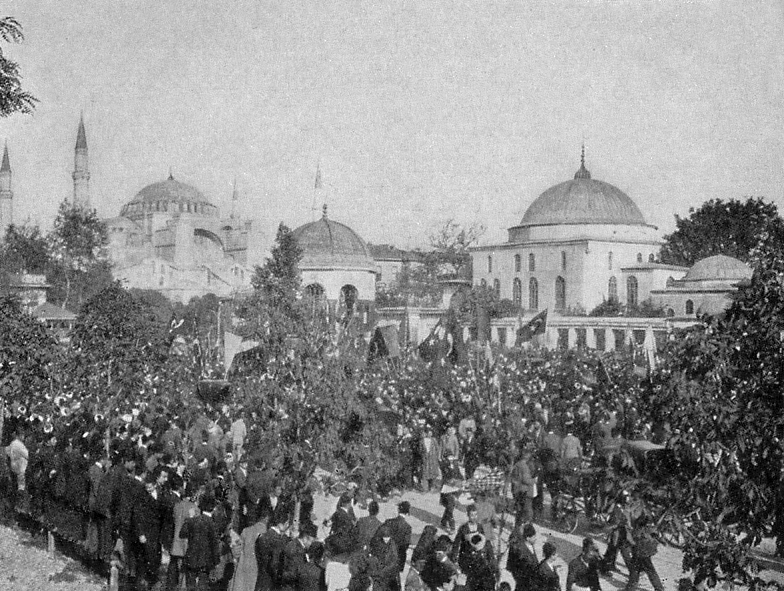
Manifestation contre le Sultan à Constantinople, 1908.

Se sachant découverts, des officiers membres du Comité Union et Progrès encouragent les mutineries et se lancent dans une guérilla avec le soutien d'une partie de la population. Niazi, l'un des dirigeants du CUP, quitte avec son unité la ville de Resne et se retranche dans les montagnes de la Macédoine méridionale. Enver Pacha se dépêche de publier un manifeste dénonçant l'autoritarisme du Sultan et annonce le début de la révolution. Pourtant, rien n'est vraiment organisé, le CUP comptant à peine trois cents membres, et la réaction de l'armée demeure inconnue. Abdülhamid II intervient en dépêchant un régiment pour combattre les rebelles, mais les soldats fraternisent avec les insurgés. Le Sultan donne alors l'ordre d'envoyer une division d'élite en Macédoine, mais celle-ci refuse de marcher. Par la suite, il appelle des troupes spéciales de l'intérieur de l'Anatolie, mais comme pour les autres unités, elles se solidarisent avec les révolutionnaires. Des soulèvements de civils encadrés par le Comité Union et Progrès se produisent partout en Macédoine obligeant le Sultan à céder. Le 24 juillet 1908, Abdülhamid II restaure la constitution de 1876 et annonce la tenue d'élections en décembre, que le CUP remporte de manière écrasante.
Les chefs du CUP se donnent alors pour tâche principale de régénérer l'Empire en lui appliquant des institutions calquées sur celles des États occidentaux. Mais la structure ethnique, sociale et religieuse de l'Empire ottoman n'a rien de semblable avec celle des autres États européens, du fait de l'existence de fortes minorités nationales. Il est alors difficile pour les Jeunes-Turcs de réunir les Grecs, les Turcs, les Arméniens, les Kurdes et les Arabes au sein d'un même État. Norbert Von Bischoff affirme que « chacun de ces hommes appartenait à un monde physique et spirituel différent de celui de ses voisins et n'avait, avec ses collègues, aucune idée commune sur la forme et la mission de l'État à créer ».
Néanmoins, les Jeunes-Turcs n'ont pas le temps d'appliquer leur programme, car ils font face au retour de nombreux vieux politiciens qui avaient été exilés par Abdülhamid II. Il y a parmi eux des grands vizirs, des princes, des ministres, de hauts-fonctionnaires… Ceux-ci profitent des élections pour évincer les révolutionnaires du Comité Union et Progrès et prendre le contrôle du parti. Les artisans de la révolution quittent alors l'Anatolie, Niazi vers l'Albanie où il se fait assassiner, et Enver à Berlin où il a été nommé attaché militaire. La corruption est alors à son comble, et des mutineries éclatent en Albanie et en Arabie. Six mois après la promulgation de la Constitution, la situation est pire qu'elle ne l'a jamais été.
Face au risque d'implosion de l'empire, certains opposants au CUP et à son discours jugé trop libéral font le choix de la contre-révolution : c'est "l'incident du 31 mars". Les partisans du Sultan retrouvent de l'assurance. Ils dépêchent partout des prêtres et des imams pour convaincre la population que le but des Jeunes-Turcs est la destruction de l'islam et du califat. Les régiments de la garnison de Constantinople se mutinent. Des islamistes et des cadets de l'armée tentent de réaliser une contre-révolution pour dissoudre le parlement et pour arrêter plusieurs membres du CUP. Ils réclament le retour au pouvoir du Sultan, l'abolition de la constitution, et la mise en place d'un régime islamiste.
La situation est alors très grave pour le Comité Union et Progrès qui vient de se faire expulser de Constantinople. Les officiers appellent alors l'armée de Macédoine dirigée par un général d'origine arabe, Mahmoud Chevket. Ce dernier donne l'ordre aux deuxième et troisième armées de marcher sur Constantinople. Elles y pénètrent le 24 avril 1909. La rébellion est finalement matée dans le sang.
Enver, revenu en hâte de Berlin, commande le détachement de la cavalerie de la première division mixte. Mustafa Kemal occupe les fonctions de chef d'état-major. Il est possible que le Sultan ait alors manipulé cette opposition islamiste, en particulier les étudiants des Softa, fer de lance de l'opposition.
Le Sultan est alors interné par les insurgés dans la villa Allatini à Salonique. Il est remplacé par son frère Mehmed V (1909-1918), privé de pouvoir réel, ce qui marque la fin de la monarchie absolue ottomane.
Désormais en position de force, le CUP fait montre d'une détermination et d'une brutalité qui ne sont pas sans rappeler les méthodes hamidiennes. Il procède en août 1909 à une révision de la constitution instaurant un régime de parti unique dans lequel le nouveau sultan, Mehmed V ne fait plus guère que de la figuration. Pourtant, la devise "Liberté, égalité, fraternité" empruntée à la Révolution française fut placardée partout pendant plusieurs mois en turc, en arménien et en grec. Cela laissait présager dans un premier temps un avenir meilleur pour les minorités de l'Empire.

## Les Jeunes-Turcs arrivent au pouvoir

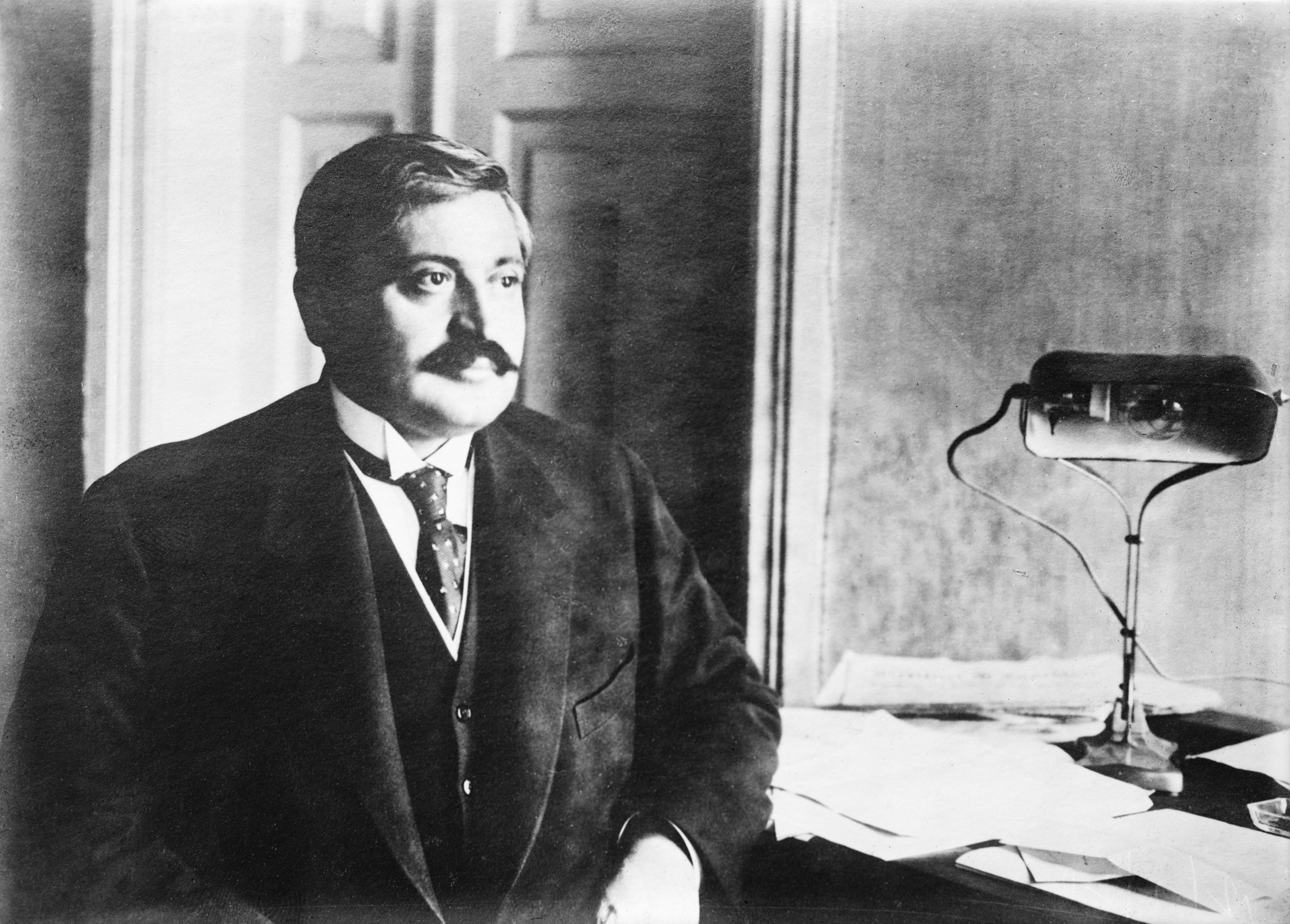
Talaat Pacha

Ayant pour avertissement la perte de l'Égypte, les Jeunes-Turcs durent moderniser les communications de l'Empire (qui se fondaient toujours sur des caravanes de chameaux), sans se placer entre les mains des conglomérats et des banquiers européens. Les Européens possédaient déjà le réseau de chemins de fer (5 991 kilomètres de chemins de fer à voie unique dans la totalité des territoires de l'Empire ottoman en 1914), et depuis 1881 l'administration de la dette extérieure avait été transférée de l'Empire ottoman, homme malade de l'Europe, aux mains des Européens.
L'Empire ottoman s'effondrait dans les Balkans. En 1908 l'Autriche-Hongrie avait profité de la désorganisation de l’Empire pour annexer la Bosnie-Herzégovine. La Libye et les îles du  Dodécanèse devaient être occupée par l'Italie en 1912. Des rébellions avaient lieu en Albanie, laquelle proclamait son indépendance en 1912. Des rumeurs de débarquement français en Syrie circulaient. Enfin, la Bulgarie proclamait son indépendance, et la Crète se rattachait à la Grèce.
Après le déclenchement de la première guerre balkanique, l'Empire ottoman était en danger. Les Serbes, les Grecs et les Bulgares menaçaient d'envahir le pays. Après plusieurs assauts repoussés, un armistice fut signé entre l'Empire ottoman et les Alliés. La Bulgarie exigeait la restitution d'Andrinople qu'elle considérait comme bulgare.
Deux camps alors s'affrontèrent parmi les Turcs. D'un côté, les partisans de la paix menés par le grand vizir Kiamil Pacha (en), qui était favorable à la restitution d'Andrinople, et de l'autre, des officiers qui trouvaient ce traité déshonorant. Mais les troupes ne souhaitaient qu'une chose, la paix. Des mutineries éclatèrent au sein de l'armée, et personne n'était en mesure de mettre fin au chaos qui régnait dans le pays.
Enver Pacha, qui était en poste en Libye, revint en urgence à Constantinople. Il convoqua le comité directeur d'« Union et Progrès » et avec des officiers radicaux décida de prendre le pouvoir. Le 23 janvier 1913, il envahit le palais impérial, tuant à bout portant le ministre de la Guerre Nazim Pacha, et chassant Kiamil Pacha et les membres du cabinet. Ayant renversé le gouvernement, il constitua un triumvirat composé de lui-même, de Talaat Pacha et de Djemal Pacha, connus comme les « Trois pachas », tandis que Mahmoud Chevket devenait grand vizir. Le triumvirat se fit octroyer les pleins pouvoirs par une chambre terrorisée et mit le parlement en vacances. Un groupe de politiciens protesta contre les agissements autoritaires d'Enver, mais ils furent arrêtés et pendus. Quant aux mutineries, elles furent écrasées dans le sang.
Une fois l'ordre rétabli, le nouveau gouvernement repoussa les conditions de paix présentées par les États balkaniques.
Après une première défaite militaire des Turcs, Andrinople passa aux mains des Bulgares. Mais profitant de la seconde guerre balkanique entre les Balkaniques, l'Empire ottoman la reprit. Les Jeunes-Turcs étaient considérés comme des héros par les Turcs de la ville. Au milieu des festivités, le grand vizir Mahmoud Chevket fut assassiné.
Le gouvernement CUP était alors dirigé par le ministre de l'Intérieur et grand vizir (Premier ministre) Talaat Pacha (1874-1921). Travaillaient avec lui le ministre de la Guerre Enver Pacha (1881–1922) et le ministre de la Marine Djemal Pacha (1872-1922).
Enver Pacha prévoyant qu'une guerre allait bientôt éclater, l'Empire ottoman acheta en 1913 armes et navires de guerre, et se rapprocha de Berlin. L'armée ottomane, dont la réorganisation était alors confiée aux Allemands, fut sommée par le ministre de la Guerre d'accélérer celle-ci. Berlin remplaça alors le baron von Marschall par l'ambassadeur von Wangenheim. L'état-major allemand envoya à Constantinople une importante mission militaire, commandée par le général Liman von Sanders. Il fut nommé inspecteur général de l'armée ottomane, tandis que Goltz Pacha recevait le commandement du corps d'armée de la mer Noire. Le général Liman plaça le colonel Bronsart von Schellendorf auprès d'Enver comme conseiller technique, le colonel Kress von Kressenstein auprès de Djemal, comme chef d'état-major, tandis que le général Kannengiesser (en) s'occupait de la remise en état de l'artillerie et des forts. À la fin de 1913, la mainmise allemande sur l'armée turque était totale.
Repoussés par les puissances européennes, les Jeunes-Turcs, par des négociations diplomatiques secrètes, s’allièrent avec l'Empire allemand après l'éclatement en 1914 de la Première Guerre mondiale. Un de leurs objectifs était la reconquête des provinces de l'Est (Kars, Ardahan et Batoum), perdues au profit de l'Empire russe lors de la guerre de 1877-78. L'entrée en guerre de l'Empire ottoman en octobre 1914 comme allié des puissances centrales étendit le conflit vers le Proche-Orient et les Détroits. Les Turcs bloquèrent les Dardanelles, empêchant ainsi la jonction navale de la Russie avec la France et l'Angleterre. Mais depuis l’Égypte les Anglais tentèrent de soulever les Arabes contre le régime turc.
En 1914 et en 1915, la Russie envahit l'est de l'Empire turc (le Caucase) avec l'aide de volontaires et insurgés arméniens. Ce fut un prétexte pour exterminer à partir de 1915 les Arméniens. Toutefois, en raison de la révolution bolchevique, la Russie se retira du conflit en 1917. Un traité de paix fut signé le 3 mars 1918 entre l'Empire ottoman et la Russie, le traité de Brest-Litovsk, qui assurait l'évacuation des provinces de l'Est anatolien, et le retour d'Ardahan, de Batoum et de Kars, annexées par la Russie lors du traité de Berlin de 1878.
En 1917, les Britanniques prirent les villes de Bagdad et de Jérusalem. Leurs alliés arabes, avec la promesse faite à l'émir Hussein de La Mecque de créer un royaume arabe après la guerre, s'emparèrent de Damas.
Avec l'effondrement et la capitulation de la Bulgarie et de l'Allemagne en novembre 1918, l'Empire ottoman se trouva isolé. Par le traité de Sèvres (10 août 1920), les Alliés imposèrent une paix précaire, et officialisèrent son démembrement.
Les Jeunes-Turcs ont fait de profondes réformes, complétant ainsi les Tanzimat. Les efforts du gouvernement ont été orientés vers une modernisation rapide de la société, en particulier dans les domaines de l'urbanisation, de l'agriculture, de l'industrie, de la sécularisation de l'État et de l'émancipation des femmes. Ils laïcisèrent les écoles et les tribunaux, et des écoles furent spécialement ouvertes pour les femmes, dont les droits progressèrent.
Toutefois, les suffragettes réclament surtout l'octroi de la citoyenneté pour les femmes. La féministe Nezihe Muhiddin note ainsi que les Jeunes-Turcs, qui avaient promis d'importer de France les valeurs de liberté, d'égalité et de fraternité, ont échoué en ce qui concerne les droits des femmes.

## Les troubles intérieurs du parti
Les Jeunes-Turcs ont eu au départ une politique libérale, ils avaient pour but d’instaurer un État réformé et multiethnique. Puis, pendant la révolution, les unionistes (homologues des jacobins français) et les fédéralistes se disputèrent le pays. Les fédéralistes voulaient un empire fédéral afin d’assurer le ralliement des minorités à la citoyenneté ottomane. Les unionistes voulaient quant à eux un empire centralisé et unitaire.
Les fédéralistes libéraux sont accusés par la population d'avoir bradé l'empire après la défaite des deux guerres balkaniques. L'assassinat du grand vizir Mahmoud Chevket, le 21 juin 1913, marque la défaite définitive des fédéralistes.
Les unionistes gagnent en légitimité et se font les gardiens d’une structure unitaire de l’Empire. Le pouvoir passe à un triumvirat constitué par Talaat, Djemal et Enver. Un nationalisme strict est alors mis en place, une répression accrue frappe alors les « minorités » (majoritaires dans de nombreuses provinces), et le triumvirat conduit l'Empire ottoman déclinant à commettre plusieurs massacres et un génocide.

## Génocide arménien
Après avoir coopéré avec les autonomistes arméniens pour renverser le sultan, les Jeunes-Turcs les considèrent désormais comme un obstacle face à leurs aspirations panturquistes. De plus, la crainte d'un ralliement des Arméniens aux troupes russes ennemies se répand dans l'Empire. Les Jeunes-Turcs commencent par désarmer les soldats arméniens engagés dans l'armée ottomane, puis prononcent des arrestations contre des centaines d'intellectuels et notables arméniens de Constantinople en avril 1915, avant de les exécuter. Viendront ensuite les ordres de déportation des populations arméniennes, aussi bien dans les régions proches du front russe qu'en Anatolie centrale et occidentale. Bien que les Jeunes-Turcs parlent officiellement d'une simple relocalisation des Arméniens, la population est décimée durant ces déportations. Les Arméniens sont déplacés la plupart du temps à pied — plus rarement en train —, dans de mauvaises conditions, subissant maladies et famine, attaqués par des bandes kurdes, ou par les gendarmes eux-mêmes. Arrivés à Alep, ils sont répartis dans des camps où ils seront exterminés (notamment à Chedaddiyé et Deir ez-Zor) dans le désert syrien. Les massacres sont orchestrés par l'Organisation spéciale (Teşkilat-i Mahsusa), qui prend ses ordres du pouvoir Jeune-Turc.
L'estimation du nombre de morts varie entre 600 000 et 1 500 000. Selon la plupart des spécialistes, il s'agit d'environ deux tiers de la population avant-guerre qui a disparu, soit 1 200 000.
À la suite de la guerre, le caractère planifié des massacres a été reconnu par les tribunaux ottomans, lesquels ont condamné à mort par contumace les principaux responsables.

## La fin du parti
Le 13 octobre 1918, le ministre Talaat et le parti au pouvoir CUP démissionnent et quittent le pouvoir ; l'armistice de Moudros est signé à bord d'un navire britannique à la fin du mois d'octobre dans la mer Égée. Le gouvernement ottoman est alors placé sous l'autorité des puissances européennes dirigées par les Britanniques. Le 2 novembre Talaat et Djemal s'enfuient de Constantinople avec leurs alliés allemands pour un long exil.
Les criminels de guerre Jeunes-Turcs seront jugés par des tribunaux ottomans, Talaat, Djemal et Enver condamnés à mort en 1919 pour l'extermination d'un peuple entier constituant une communauté distincte, avec cette précision dans le réquisitoire : les déportations « furent conçues et décidées par le Comité central d'Ittihat » (le Comité Union et Progrès).
Soghomon Tehlirian, dont la famille a été tuée dans le génocide arménien, assassinera, le 15 mars 1921, Talaat qui s'était exilé à Berlin et sera acquitté le 3 juin 1921 par le Tribunal de première instance de Berlin au cours d'un jugement qui constituera le point de départ de l'élaboration du concept juridique de génocide. Djemal sera tué par Stepan Dzaghikian, Bedros Der Boghosian et Ardashes Kevorkian à Tbilissi, en Géorgie. Enver sera quant à lui tué par un bataillon arménien de l'Armée rouge près de Baldzhuan dans le Tadjikistan.
En août 1920 le Sultan Mehmed VI signe le traité de Sèvres qui consacre le démembrement puis le partage et la fin de l'Empire ottoman après six siècles d'existence.
Un nouveau mouvement nationaliste turc émerge alors en Anatolie sous la direction de Mustafa Kemal (Atatürk), qui mène une guerre d'indépendance et met fin à l'occupation européenne. Il expulse les forces d'occupation grecques, britanniques, françaises et italiennes puis il fait signer un autre traité européen le traité de Lausanne en 1923. Ce nouveau traité rend caduc celui de Sèvres, enterre la reconnaissance d'entités indépendantes arménienne et kurde et avalise les épurations ethniques réciproques entre tous les territoires de la région, principalement entre l'Empire ottoman et la Grèce : 1 400 000 citoyens ottomans chrétiens orthodoxes, Grecs, sont expulsés de Turquie d'Asie et 400 000 citoyens grecs musulmans, Turcs de Grèce (hors Thrace occidentale), après la guerre gréco-turque de 1923. L'Empire ottoman cesse formellement d'exister en 1923, remplacé par la République de Turquie dirigée par Mustafa Kemal Atatürk.

## Personnalités ayant appartenu au mouvement jeune-turc
Parmi les chefs et idéologues, on trouve :
- Militants et pamphlétaires :
  - Yusuf Akçura (1876-1935), Tatar, journaliste nationaliste opposé à l'ottomanisme, soutenant la séparation de la religion et de la vie sociale.
  - Ayetullah Bey.
  - Nuri Bey.
  - Osman Hamdi Bey (1842-1910), peintre et dirigeant d'une école d'art spécialisée à Constantinople.
  - Refik Bey.
  - Emmanuel Carasso, juriste séfarade et membre de la famille Carasso.
  - Mehmet Cavit Bey (1875-1926), pendu pour trahison en 1926.
  - Abdullah Cevdet.
  - Marcel Samuel Raphael Cohen (alias Tekin Alp (en)) (1883-1961), père fondateur du nationalisme turc et du panturquisme.
  - Ziya Gökalp (1875-1924), nationaliste turc de Diyarbakır, sociologue, écrivain et poète, influencé par la culture européenne.
  - Talaat Pacha.
  - Ahmed Riza (1858-1930), œuvrant pour améliorer les conditions de la paysannerie ottomane. Il fut président de la Chambre ottomane des députés (1908-1912) et du Sénat (en) (1918-1919).
  - Doktor Nâzım (Mehmet Nazim, 1870/2-1926).

- Militaires :
  - Ahmed Niyazi Bey (en).
  - Ismail Enver, ministre de la Guerre de l'Empire ottoman durant la Première Guerre mondiale.
  - Resat Bey (tr) (1879-1902).